# Ermita de Sant Salvador d'Alentorn
L'Ermita de Sant Salvador d'Alentorn és una obra del poble d'Alentorn, dins del terme municipal d'Artesa de Segre, a la comarca de la Noguera. S'inclou en l'Inventari del Patrimoni Arquitectònic de Catalunya.

## Descripció
És una ermita d'una nau encastada sota una bauma. Es troba adaptada a aquesta roca, amb tres façanes, essent la lateral reforçada per dos contraforts i amb accés per la de llevant. El portal, descentrat, té una llinda amb arc rebaixat i dues petites espitlleres als laterals. Un petit campanar de cadireta a sobre el carener s'uneix amb la balma i conté una campaneta. Hi ha restes de murs més antics pels voltants de la capella.
A prop d'aquesta ermita troglodítica, al pla de les Viudes, hi ha sepultures excavades a la roca.

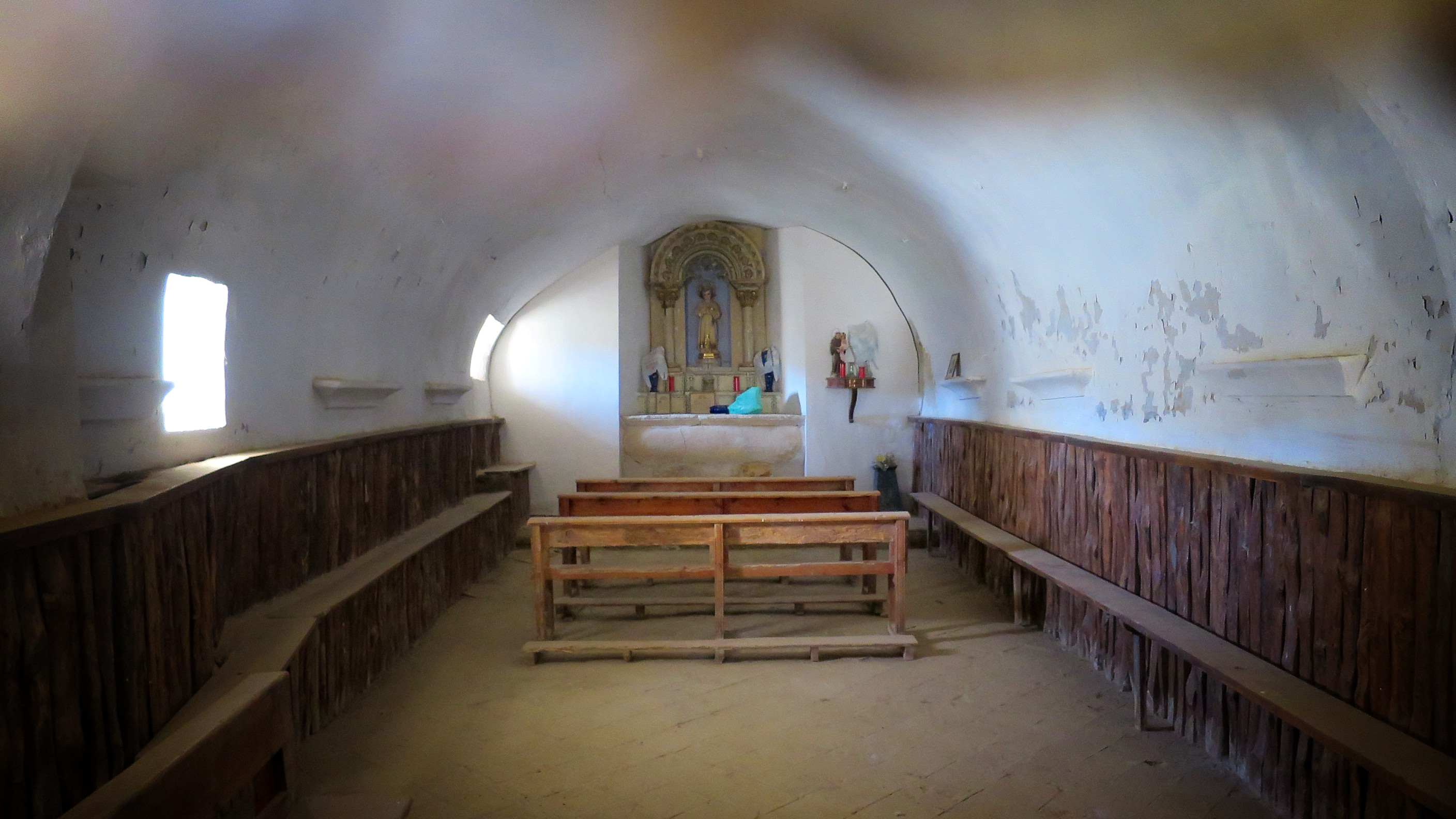
Interior de l'ermita
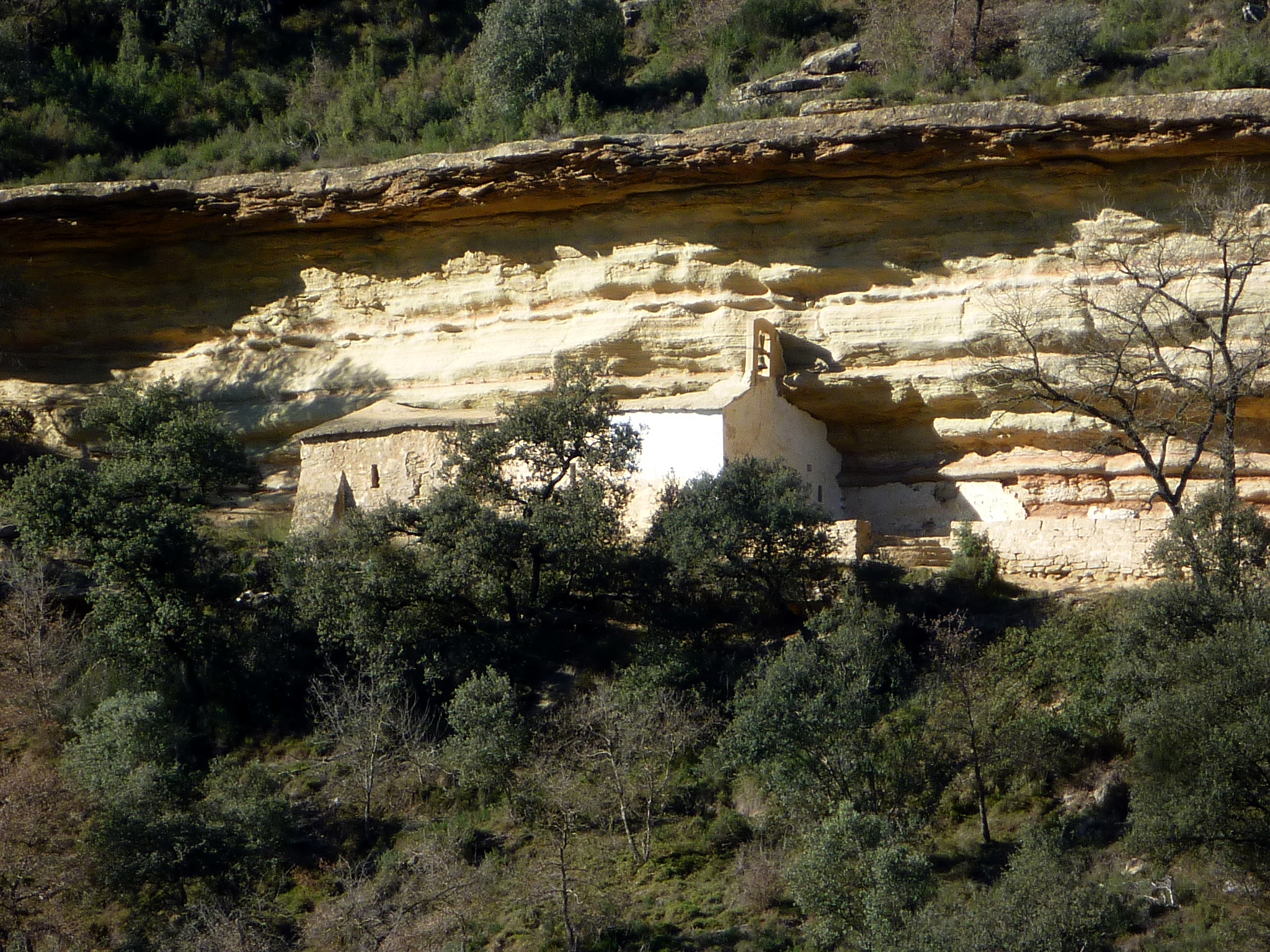
L'ermita en el context de la bauma